# Sceautres
Sceautres ist eine französische Gemeinde mit 147 Einwohnern (Stand 1. Januar 2022) im Département Ardèche und der Region Auvergne-Rhône-Alpes. 

## Geografie
Der Ort mit ca. 100 Einwohnern liegt in einem Tal am Rande des Plateau du Coiron.

## Bevölkerungsentwicklung
| Jahr                       | 1962 | 1968 | 1975 | 1982 | 1990 | 1999 |
| -------------------------- | ---- | ---- | ---- | ---- | ---- | ---- |
| Einwohner                  | 160  | 125  | 110  | 96   | 96   | 104  |
| Quellen: Cassini und INSEE |      |      |      |      |      |      |